# NBA Clutch Player of the Year Award
Der NBA Clutch Player of the Year Award (von engl.: ergreifen, umklammern) ist eine jährliche Auszeichnung der National Basketball Association (NBA) für den nervenstärksten Spieler in der Endphase des Spiels. Der Preis wurde erstmals 2023 verliehen.

## Hintergrund

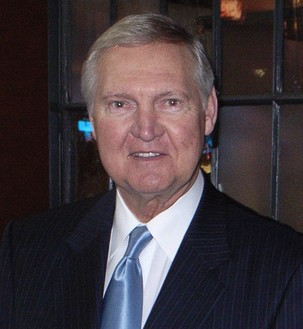
Jerry West, „Mr. Clutch“, im Jahre 2007

2022/23 wurden die meisten NBA-Preise und -Trophäen umgewidmet und neu gestaltet. Die Maurice Podoloff-Trophäe wird seitdem beispielsweise an das punktbeste Team der regulären Saison verliehen und es wurde ein neuer Preis für den nervenstärksten Spieler in der Endphase des Spiels eingeführt (Clutch Player of the Year). Mit der dazugehörigen Trophäe wird das „NBA-Logo“, Jerry West bzw. Mr. Clutch, geehrt. Ein Gremium aus 100 Medienvertretern wählt den Preisträger nach der Nominierung durch die Head Coaches der NBA. Jeder Journalist hat drei Stimmen mit fünf, drei und einem Punkt.

## Die Preisträger
 – Aktiver Spieler der Saison 2024/25

| Saison  | Preisträger   | Team                  |
| ------- | ------------- | --------------------- |
| 2022/23 | De’Aaron Fox  | Sacramento Kings      |
| 2023/24 | Stephen Curry | Golden State Warriors |
| 2024/25 | Jalen Brunson | New York Knicks       |